# Верно (Арьеж)
Верно́ (фр. Vernaux, окс. Vernaus) — коммуна во Франции, находится в регионе Окситания. Департамент коммуны — Арьеж. Входит в состав кантона Ле-Кабан. Округ коммуны — Фуа.
Код INSEE коммуны — 09330.

## Население
Население коммуны на 2008 год составляло 33 человека.
| 1962 | 1968 | 1975 | 1982 | 1990 | 1999 | 2008 |
| ---- | ---- | ---- | ---- | ---- | ---- | ---- |
| 48   | 59   | 47   | 39   | 38   | 28   | 33   |

## Экономика
В 2007 году среди 14 человек в трудоспособном возрасте (15—64 лет) 12 были экономически активными, 2 — неактивными (показатель активности — 85,7 %, в 1999 году было 50,0 %). Из 12 активных работали 12 человек (6 мужчин и 6 женщин), безработных не было. Среди 2 неактивных 1 человек был учеником или студентом, 1 — пенсионером.

## Достопримечательности
- Часовня св. Марты
- Пик Суларак
- Пик Сен-Бартелеми